# Liza Praprotnik
Liza Praprotnik slovenska televizijska voditeljica in igralka, * 1. julij 1982, Celje.

## Izobraževanje
- Škofijska klasična gimnazija, Ljubljana
- Univerza v Ljubljani, Filozofska fakulteta
- Univerza v Ljubljani, Teološka fakulteta

## Televizija
- POP TV, igralka v humoristični seriji Ja, Chef! [2][3]
- RTV Slovenija, voditeljica informativne oddaje Panorama [4][5][6]
- RTV Slovenija, voditeljica rubrike v oddaji Dobro jutro: Vremenska napoved z Lizo [7][8][9]
- RTV Slovenija, novinarka in redaktorica oddaje Dobro jutro [10]
- RTV Slovenija, novinarka na Parlamentarnem programu, TV SLO 3
- POP TV, igralka v oddaji As ti tud not padu?!
- KANAL A, voditeljica kviz oddaje Srečni klic

## Zasebno
Leta 2023 je rodila hčer Rosalijo.